# Association des universités africaines
Pour les articles homonymes, voir AUA.
L'Association des universités africaines (AUA), ou Association of African Universities (AAU) en anglais, est une organisation non gouvernementale internationale dont le siège est basé à Accra, la capitale du Ghana.

## Historique
L'Association des universités africaines a été créée le 12 novembre 1967, lors de la conférence des Universités africaines tenue dans la ville de Rabat au Maroc.

## Missions
Les principaux objectifs de l’AUA sont les suivants : 
- Promouvoir les échanges, les contacts et la coopération entre les institutions d’enseignement supérieur d'Afrique,
- Collecter, classer et diffuser les informations sur l’enseignement supérieur et la recherche scientifique en Afrique,
- Faciliter les contacts entre ses membres et la communauté académique internationale grâce, notamment, à l'organisation de séminaires et de conférences,
- Étudier, coordonner et publier les besoins en éducation des institutions universitaires africaines,
- Encourager l'apprentissage et l’utilisation des différentes langues africaines,
- Promouvoir l'équité entre les genres en matière de politiques relatives à l'enseignement supérieur.

## Membres
En septembre 2013, l'AUA comprenait 286 membres répartis dans 46 pays africains.